# روی اسکولی
روی اسکولی (انگلیسی: Roy Schooley؛ ۱۳ آوریل ۱۸۸۰ – ۱۳ نوامبر ۱۹۳۳) روزنامه‌نگار اهل ایالات متحده آمریکا بود.